# فرناندو ألفاريز دي ميراندا
فرناندو ألفاريز دي ميراندا هو دبلوماسي ومحامي وقانوني وسياسي إسباني، ولد في 14 يناير 1924 في سانتاندير في إسبانيا، وتوفي في 7 مايو 2016 في مدريد في إسبانيا بسبب احتشاء. نشط حزبياً في اتحاد الوسط الديمقراطي. في الانتخابات العامة الإسبانية 1977 ‏، انتخب عضو مجلس النواب الإسباني ‏ عن دائرة Palencia (Congress of Deputies constituency) ‏ خلال فترته النيابية ‏ (5 يوليو 1977 – 23 مارس 1979) وفي الانتخابات العمومية الإسبانية 1979 ‏، انتخب عضو مجلس النواب الإسباني ‏ عن دائرة Palencia (Congress of Deputies constituency) ‏ خلال فترته النيابية ‏ (9 مارس 1979 – 18 نوفمبر 1982).

## وصلات خارجية
- فرناندو ألفاريز دي ميراندا على موقع مونزينجر (الألمانية)